# 造私酒者路口 (亞利桑那州)
造私酒者路口（英語：Bootlegger Crossing）是位於美國亞利桑那州可可尼諾縣的一個非建制地區。該地的面積和人口皆未知。

## 地理
造私酒者路口的座標為35°14′20″N 112°06′52″W / 35.23889°N 112.11444°W，而該地的平均海拔高度為1585米（即5200英尺）。